# 吉仔公
吉仔公山另称吉仔公，位於廣東省粤港澳大灣區江门市新会区睦洲鎮。高170米，总面积267公顷（林地262.27公顷），属于丘陵，森林覆盖率达99%。吉仔公山是睦洲镇镇內8座山丘中最高峰的。2018年市政府规划建设睦洲森林小镇將吉仔公山與鄰近有一河之隔的石板沙岛打造成公园。

## 歷史
2007年5月，吉仔公隧道正式通车。
2017年10月，林业和園林局專家組考察，初步同意設立森林公園。
2018年9月，江門新會區睦洲森林小鎮正式立項，吉仔公山在項目中打造成森林公園。同時鄰近另一個石板沙則打造成濕地公園。两項目都是委托廣州天地林业有限公司展開設計及建造。

## 森林公园
吉仔公森林公园位於北回歸線以南，属南亚熱帶季風性氣候。森林公园由8座丘陵山及连片常绿阔叶林所组成，主峰171米是睦洲镇最高峰。森林公园栖息着虎紋蛙、田鼠、東方蜜蜂、竹叶青、银环蛇、长标蛇、黄蜂和貉等。森林茂密，河网密布，四面被西江环绕，植物种类繁多（如黃花风铃、雞屎藤、路边菊、柑橘、構樹、麻竹、野蕉、罗汉松、铁冬青、鱗蓋鳳尾蕨、樟树、蒲苇和桉树等）。

## 交通

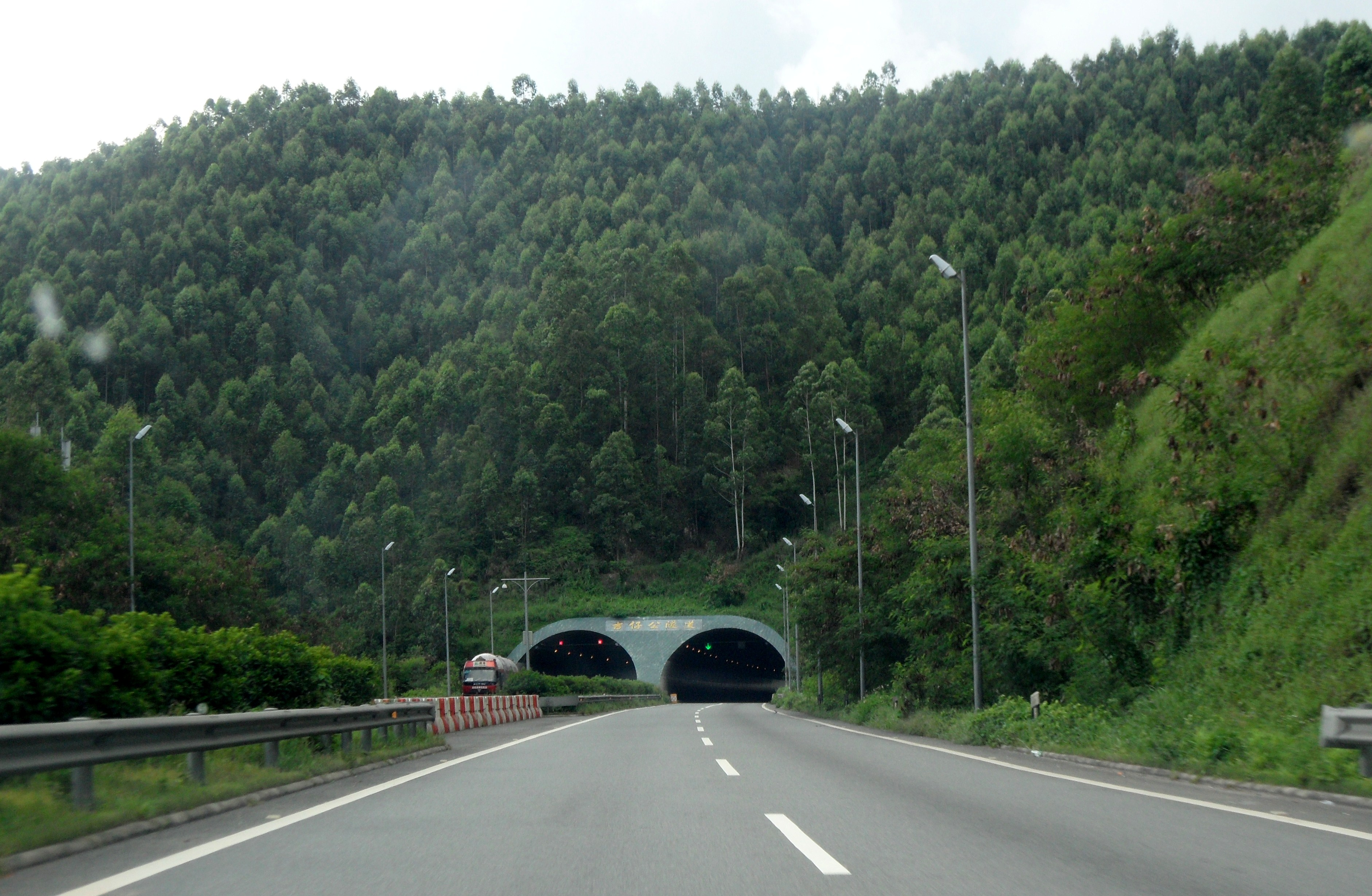
吉仔公山及吉仔公隧道

### 高速公路和服務區
- 江珠高速公路有吉仔公隧道（英語：Jizigong Tunnel）經過此山，全长约250米。

## 相关
- 市森林防灭火指挥部办公室于2022年12月08日在吉仔公森林公园展开夜间森林防火灭火专项实战演练。[3]